# Kondut
Kondut is een plaats in de regio Wheatbelt in West-Australië.

## Geschiedenis
Ten tijde van de Europese kolonisatie leefden de Balardong Nyungah in de streek. Rond 1836 verkende John Septimus Roe de streek. In de tweede helft van de 19e eeuw deden schapenhoeders van de abdij van New Norcia en sandelhoutsnijders de streek aan. In 1884 maakte landmeter C. Crossland melding van een waterbron, de 'Conduit Well'.
In 1913 werd beslist een nevenspoor langs de spoorweg tussen Dowerin en Mullewa aan te leggen. Het nevenspoor werd 'Konduit' genoemd, naar de nabijgelegen waterbron. In 1915 kwam de spoorweg in handen van de WAGR. In 1917 werd aan het nevenspoor het plaatsje Kondut officieel gesticht. De spelling werd gewijzigd volgens de regels voor de spelling van Aboriginesnamen.
In 1923 werd een gemeenschapszaal gebouwd, de 'Kondut Agricultural Hall'. Tussen 1927 en 1942, wanneer er voldoende leerlingen waren, diende de gemeenschapszaal als school. Vanaf 1942 werden de leerlingen met schoolbussen naar elders vervoerd.
Nog in 1923 opende een postkantoor. Het postkantoor brandde af in 1941. Een jaar later werd een nieuw postkantoor gebouwd. In 1958 werd er een winkel en telefooncentrale bijgebouwd. In 1982 sloot het postkantoor en de winkel de deuren.
Vanaf 1932 werd aan het nevenspoor in Kondut het vervoer van graan in bulk geïntroduceerd.

## 21e eeuw
Kondut maakt deel uit van het lokale bestuursgebied (LGA) Shire of Wongan-Ballidu, een landbouwdistrict. Het is een verzamel- en ophaalpunt voor de oogst van de graanproducenten uit de streek die bij de Co-operative Bulk Handling Group aangesloten zijn.
In 2021 telde Kondut 41 inwoners, tegenover 245 in 2006.

## Transport
Kondut ligt langs de Northam - Pithara Road die de Great Eastern Highway en de Great Northern Highway verbindt. Het ligt 205 kilometer ten noordnoordoosten van de West-Australische hoofdstad Perth, 100 kilometer ten oosten van Moora en 21 kilometer ten noorden van Wongan Hills, de hoofdplaats van het lokale bestuursgebied waarvan het deel uitmaakt.
De spoorweg die door Kondut loopt maakt deel uit van het 'Grain Freight Rail Network' van Arc Infrastructure.

## Externe link

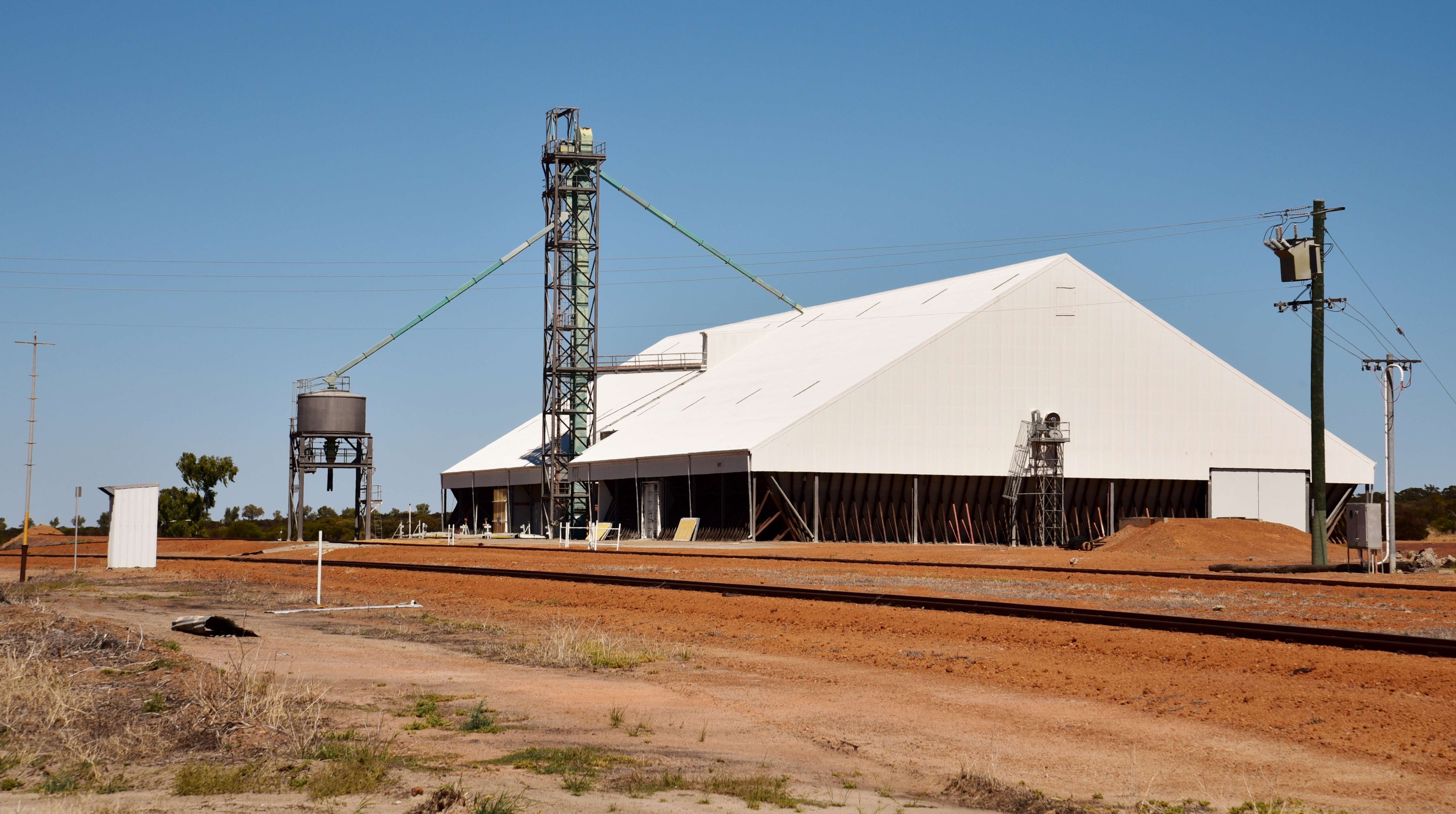
CBH Group-graanopslagplaats in Kondut